# Nam Long (trung tướng)
Vũ Nam Long hay  Nam Long (1921 - 1999) tên thật Đoàn Văn Ưu, dân tộc Tày, là một sĩ quan cấp cao trong Quân đội nhân dân Việt Nam, hàm Trung tướng. Ông nguyên là Phó giám đốc Học viện Quân sự cấp cao (nay là Học viện Quốc phòng), nguyên Tư lệnh Quân khu 4.

## Thân thế và sự nghiệp
Ông sinh ngày 8 tháng 10 năm 1921, quê tại xã Đề Thám, huyện Hòa An, tỉnh Cao Bằng (nay là phường Đề Thám, thành phố Cao Bằng)
Năm 1941, ông được cử đi học tại Trường quân sự Hoàng Phố (Trung Quốc).
Ông tham gia vào đội Việt Nam Tuyên truyền Giải phóng quân, được kết nạp vào Đảng Cộng sản Đông Dương vào tháng 1 năm 1945
Đến tháng 8 năm 1945, được cử làm Đại đội trưởng đơn vị bảo vệ Bác Hồ. Sau Cách mạng Tháng Tám, ông là Chi đội trưởng Nam tiến chiến đấu ở Nam Trung Bộ và Nam Bộ.
Tháng 4/1946, ông đảm nhiệm các chức vụ: Trung đoàn trưởng Trung đoàn Hải Dương, Trung đoàn trưởng Trung đoàn 59, Trung đoàn trưởng Trung đoàn 36, ủy viên Khu 12; Trung đoàn trưởng Trung đoàn 141 - Sư đoàn 312; Chỉ huy phó Mặt trận Lạng Sơn, Đảng ủy viên Mặt trận.
Trong giai đoạn 1953-1955, ông được bổ nhiệm các chức vụ: Tham mưu trưởng Sư đoàn 304, Đảng ủy viên Sư đoàn; Sư đoàn trưởng Sư đoàn 304.
Năm 1956, ông được cử đi học tại Học viện Bộ Tổng tham mưu quân đội Xô Viết.
Năm 1958, ông về nước, được bổ nhiệm làm Phó tư lệnh kiêm Tham mưu trưởng Bộ tư lệnh Pháo binh.
Trong giai đoạn 1961-1973, được bổ nhiệm các chức vụ: Phó tư lệnh Quân khu Tả Ngạn; Phó tư lệnh, sau đó làm Tư lệnh Quân khu 4; Phó tư lệnh Quân khu Trị- Thiên.
Năm 1974, ông được bổ nhiệm làm Phó giám đốc Học viện quân sự (nay là Học viện lục quân).
Tháng 4-1975, ông là đặc phái viên của Bộ Quốc phòng, tham gia chiến dịch Hồ Chí Minh.
Năm 1977, ông được bổ nhiệm làm Phó giám đốc Học viện quân sự cấp cao (nay là Học viện Quốc phòng).
Ông nghỉ hưu năm 1988.
Ông được phong quân hàm Đại tá năm 1958, Thiếu tướng năm 1974, Trung tướng năm 1981.
Ông được tặng thưởng Huân chương Hồ Chí Minh và nhiều Huân chương cao quý khác.
Ông mất ngày 1 tháng 7 năm 1999.
Năm 2007, ông Trung tướng Nam Long được tạc tượng đồng bán thân đem tặng viện Bảo tàng quân sự và tặng tỉnh Cao Bằng, quê hương ông.